# AEW x NJPW: Forbidden Door
AEW × NJPW: Forbidden Door est un évènement de catch (lutte professionnelle) produite par les promotions américaine, All Elite Wrestling (AEW) et japonaise New Japan Pro-Wrestling (NJPW). Créé en 2022, il a lieu chaque année en juin et propose une compétition directe entre les catcheurs des deux promotions. L’évènement tire son nom du même terme souvent utilisé par AEW pour désigner la collaboration avec d’autres sociétés de catch professionnel.

## Histoire
En février 2021, la promotion américaine de catch professionnel All Elite Wrestling (AEW) a entamé un partenariat avec la promotion japonaise New Japan Pro-Wrestling (NJPW). Depuis lors, l’AEW et le NJPW ont fait apparaître leurs catcheurs dans leurs émissions respectives aux États-Unis. Le 15 avril 2022, il a été signalé qu'un évènement co-promu organisé par les deux promotions était en préparation.
Dans l'épisode d'AEW Dynamite du 20 avril 2022, le président de l'AEW, Tony Khan, a présenté le président du NJPW, Takami Ohbari, pour faire une annonce majeure concernant leurs sociétés respectives. Ils ont été interrompus par le catcheur de l'AEW Adam Cole, qui a officiellement annoncé qu'un évènement à la carte (PPV) co-promu intitulé Forbidden Door se tiendra le 26 juin 2022 au United Center de Chicago. L'évènement tire son nom du même terme souvent utilisé par AEW pour désigner la collaboration avec d'autres promotions de catch professionnel.
Le 15 mars 2023, une seconde édition de Forbidden Door entre AEW et NJPW devait avoir lieu le 25 juin 2023 à la Scotiabank Arena de Toronto dans l'Ontario au Canada, faisant ainsi de Forbidden Door un événement annuel entre les deux sociétés. L'évènement a également marqué le premier PPV d'AEW organisé en dehors des États-Unis et le premier PPV de NJPW organisé au Canada.
Le 11 avril 2024, il a été annoncé que la troisième édition de Forbidden Door aurait lieu le 30 juin à l'UBS Arena dans le hameau d'Elmont, à Long Island, dans l'État de New York.

## Historique des Forbidden Door
| # | Événement             | Date         | Ville                | Lieu             | Main Event                                                           |
| - | --------------------- | ------------ | -------------------- | ---------------- | -------------------------------------------------------------------- |
| 1 | Forbidden Door (2022) | 26 juin 2022 | Chicago, Illinois    | United Center    | Jon Moxley contre Hiroshi Tanahashi pour le AEW World Championship   |
| 2 | Forbidden Door (2023) | 25 juin 2023 | Toronto, Canada      | Scotiabank Arena | Bryan Danielson contre Kazuchika Okada                               |
| 3 | Forbidden Door (2024) | 30 juin 2024 | Elmont, New York     | UBS Arena        | Swerve Strickland contre Will Ospreay pour le AEW World Championship |
| 4 | Forbidden Door (2025) | 24 août 2025 | Londres, Royaume-Uni | À venir          | À venir                                                              |

## Liens Externes
- Site officiel de la AEW